# Biens de la branche de Conti
Les biens de la branche de Conti, branche cadette de la maison de Bourbon, issue de la maison de Condé, se composaient de nombreuses propriétés, situées principalement à Paris et dans le Valois, ainsi que de très riches collections d'objets d'art et de curiosité.

## Domaines et titres
- Seigneurie de Chambly, acquise le 20 juin 1701 par François Louis de Bourbon-Conti.
- Comté de Beaumont-sur-Oise, acquis le 14 novembre 1705 par François Louis de Bourbon-Conti pour 25 400 livres.
- Seigneurie de Boulonville à Jouy-le-Comte, acquise en 1706 par François Louis de Bourbon-Conti.
- Fief de Vaux en Champagne, acquis en 1706 par François Louis de Bourbon-Conti.
- Fief de Mondétour au Mesnil-Saint-Denis, acquis en 1706 par François Louis de Bourbon-Conti.
- Seigneuries de Villiers-Adam, Stors et Marangle, acquises le 26 juillet 1746 par Louis François de Bourbon-Conti pour 700 000 livres.

## Propriétés immobilières et foncières
- L'hôtel de Conti se trouvait à Paris, sur le quai de Conti, à l'emplacement actuellement occupé par l'hôtel des Monnaies. En 1751, Louis François de Bourbon-Conti décida d'abandonner l'hôtel pour s'installer au Palais du Grand prieur, situé dans l'enclos du Temple. L'hôtel fut vendu à la Ville de Paris qui souhaitait construire à la place un nouvel hôtel de ville. Ce projet resta sans exécution et, en définitive, un arrêt du Conseil prescrivit en définitive, en 1758, d'y édifier le nouvel hôtel des Monnaies. L'hôtel servit de garde-meuble et finit par être démoli en 1768.
- L’hôtel de Rothelin-Charolais, 101 rue de Grenelle à Paris, entré en 1758 dans la branche de Conti par le legs de Louise-Anne de Bourbon-Condé (Mlle de Charolais) à Louis François Joseph de Bourbon-Conti.
- L'hôtel de Conti à Versailles se trouvait à l'emplacement actuellement occupé par l'hôtel de ville.
- L'hôtel de Conti à Saint-Germain-en-Laye, 14 place Charles de Gaulle, ancienne place du château.
- L'hôtel de Conti à Fontainebleau.
- Le château de Madrid dans le bois de Boulogne.
- Le château de L'Isle-Adam à L'Isle-Adam (actuel département du Val-d'Oise), principale propriété de campagne des Conti, au cœur d'un magnifique domaine de chasse.
- Le château de Stors, acquis en 1746 par Louis François de Bourbon-Conti pour y loger sa favorite Mme Panneau d'Arty, puis la comtesse de Boufflers.
- Le château de Trie à Trie-Château (actuel département de l'Oise).
- Le château d'Issy à Issy (actuel département des Hauts-de-Seine), acheté le 4 février 1699 par François Louis de Bourbon-Conti pour 140 000 livres.
- Le château de Leyris à Auvers-sur-Oise, acquis le 22 décembre 1699 par François Louis de Bourbon-Conti de Françoise de Leyris, veuve de Louis de Baurain.

## Collections d'objets d'art et de curiosité
Louis François de Bourbon-Conti (1717-1776) rassembla de prestigieuses collections d'objets d'art et de curiosité et fut l'un des plus grands collectionneurs de son temps.

## La dispersion des biens des Conti
Pressé par des soucis d'argent, Louis François Joseph de Bourbon-Conti, vendit quelque 2500 pièces lors de ventes aux enchères en 1777 et 1779. Il vendit par ailleurs, en 1779, les châteaux de Madrid, Issy, Leyris et les hôtels de Fontainebleau et Versailles. 
Il dut vendre en 1783 le reste de ses propriétés au comte de Provence, agissant comme prête-nom de Louis XVI, pour 1 480 000 livres assorti d'intérêts. Conti se réserva toutefois la jouissance de ses châteaux de L'Isle-Adam, Stors et Trie.